# سوبارو کیمورا
سوبارو ساموئل بارچ (ژاپنی: 昴・サミュエル・バーチュ هپبورن: Subaru Samyueru Bāchu) که بیشتر با نام حرفه‌ای سوبارو کیمورا (انگلیسی: Subaru Kimura؛ زادهٔ ۲۹ ژوئن ۱۹۹۰) شناخته می‌شود، صداپیشه، بازیگر، خواننده رپ، مدل، و روایتگر اهل ژاپن است. او بیشتر برای صداپیشگی شخصیت تاکشی گودا در مجموعه دورایمون شناخته می‌شود.